# Jozef Marko
Jozef Marko (* 25. Mai 1923 in Topolčany; † 26. September 1996) war ein slowakischer und tschechoslowakischer Fußballspieler und -trainer.

## Spielerkarriere

### Verein
Marko begann mit dem Fußballspielen bei TS Topoľčany, mit 20 Jahren wechselte er zum Armeeklub OAP Bratislava, mit dem er 1943/44 slowakischer Meister wurde. Nach dem Zweiten Weltkrieg schloss sich Marko Spartak Trnava an. Nach neun Jahren in Trnava, davon die letzten beiden als Spielertrainer, kehrte der Mittelfeldspieler zu seinem ehemaligen Verein nach Topoľčany zurück und war dort ebenso als Spieler und Trainer tätig wie später bei Spartak Považská Bystrica.

### Nationalmannschaft
Zwischen 1948 und 1949 absolvierte Marko neun Länderspiele für die Tschechoslowakei, beim 1:3 gegen Bulgarien am 4. September 1949 in Prag erzielte er per Strafstoß sein einziges Tor im Nationaltrikot.

## Trainerkarriere
Seine Fußballerkarriere beendete Marko endgültig 1959 und war fortan nur noch als Trainer in Považská Bystrica tätig.
Als damaliger Zweitligatrainer wurde Marko 1965 zur Tschechoslowakischen Nationalmannschaft berufen. Zwar schaffte er mit dem Auswahlteam die Qualifikation zur Weltmeisterschaft 1970 in Mexiko, dort schied die ČSSR allerdings ohne Punktgewinn schon in der Gruppenphase aus.
Nach diesem Misserfolg widmete sich Marko wieder dem Klubfußball und trainierte von 1970 bis 1972 Inter Bratislava, anschließend zwei Jahre lang erneut Spartak Považská Bystrica und von 1975 bis 1977 ZVL Žilina. Danach war Marko drei Jahre lang Mitglied in der Trainerkommission des Tschechoslowakischen Fußballverbandes. Von 1980 bis 1982 coachte er die Mannschaft von Baník Prievidza.